# Kräutergarten Oppelhain

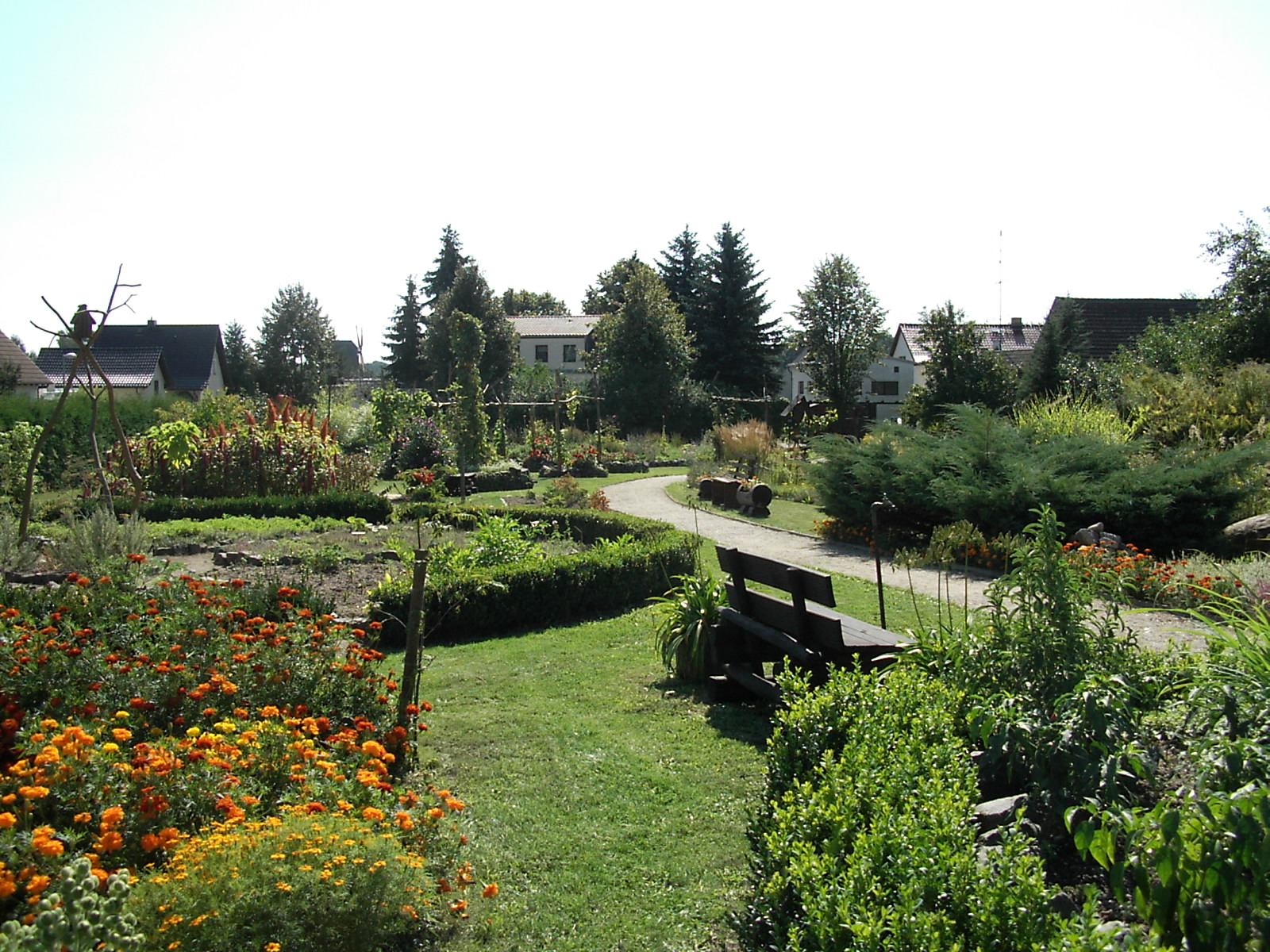
Blick in den Kräutergarten Oppelhain

Der Kräutergarten Oppelhain befindet sich im Rückersdorfer Ortsteil Oppelhain im Land südbrandenburgischen Landkreis Elbe-Elster.
Die in der Region bekannte Sehenswürdigkeit ist eine Gartenanlage, in der verschiedene Wild-, Heil- und Gewürzkräuter sowie einige Pflanzenraritäten vorgestellt werden, wie sie im Naturpark Niederlausitzer Heidelandschaft  vorkommen. In unmittelbarer Nähe des Kräutergartens ist die Paltrockwindmühle Oppelhain zu sehen.

## Geschichte

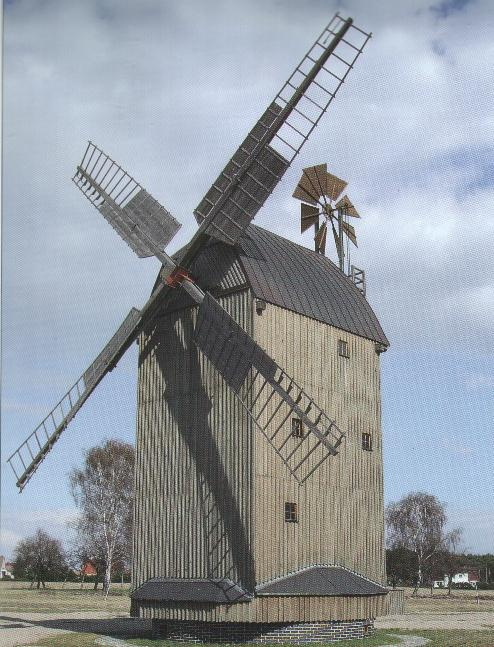
Paltrockwindmühle Oppelhain

Die Gemeindevertretung Oppelhain begann bereits 1994 mit den Vorbereitungen zu diesem Projekt. 
Am 23. September 1996 wurde der Kräutergarten durch den damaligen Ministerpräsidenten des Landes Brandenburg – Manfred Stolpe feierlich eröffnet.
Durch die Initiative der Gemeindevertreter, in Zusammenarbeit mit den Verantwortlichen des Amtes Elsterland und der Naturparkverwaltung, wurde mit der Erfassung und Archivierung der einheimischen Natur- und Gewürzkräuter begonnen. Daraus entstand 1998 eine Kräuterfibel, die die Orte des Vorkommens in der Niederlausitzer Heidelandschaft und Wirkungsweise der einzelnen Kräuter beschreibt.

## Aufbau
Ziel war es, in einer Parkanlage den Besuchern die vorhandenen einheimischen Pflanzenarten vorzustellen. Auf etwa 4.000 Quadratmetern Fläche wurden in unmittelbarer Nähe zur Oppelhainer Paltrockwindmühle ein Steingarten auf einem Hügel, ein Kräuterschachbrett, eine Kräuterschnecke, ein Bauerngarten sowie ein Heidegarten angelegt. Im Zentrum des Gartens wurde ein Teich angelegt, in dem sich Gelbrandkäfer, Teichfrösche und verschiedene Fische, wie Goldfisch, Rotfeder und Moderlieschen befinden.
Vier verschiedene Modelle im Maßstab 1:10 von in der Region typischen Mühlenarten wurden später aufgestellt. Im Jahr 2001 folgte eine Vogeluhr, auf der einheimische Vogelarten zu sehen sind. Später wurden weitere Hochbeete angelegt und die Pflanzenvielfalt wurde ständig erweitert. 

## Pflanzen
Bei der Einweihung waren etwa 60 verschiedene Pflanzen zu sehen, gegenwärtig zählt der Kräutergarten etwa 339.
Inzwischen sind es nicht mehr nur einheimische Wild-, Heil- und Gewürzkräuter die hier dem Besucher präsentiert werden, sondern Pflanzen aus der ganzen Welt die unserem Klima standhalten. 
Derzeit wachsen hier zahlreiche Bibelpflanzen, unter anderem Echte Aloe, Myrte und Papyrus, Raritäten wie die Wollemi-Pinie, ein Mammutbaum und die Titanwurz, sowie andere große und kleine Pflanzen.

## Funktion / Bedeutung
Der Kräutergarten dient nicht nur einem Selbstzweck, sondern hier wird gezielt Artenerhaltung betrieben. Diese Pflanzen heißen im Fachjargon „Erhaltungssorten“. Jährlich kommen mehr dieser sogenannten Erhaltungssorten hinzu, was sich auch auf die Besucherzahlen auswirkt, welche ständig steigen. So gab es 2001 fünfzehn angemeldete Führungen mit etwa 380 Besuchern. 2008 ließen sich bereits 1000 Besucher durch den Kräutergarten führen.  Eine genaue Zahl der zahlreichen unangemeldeten Besucher ist jedoch nicht bekannt. Bei den Führungen werden fachkundig dem Besucher die Wirkung, die Standorte und die Pflege der einzelnen Pflanzen erklärt. 
Für Senioren aus der Region ist ein Besuch im Kräutergarten zu einem beliebten Ausflugsziel geworden. Seither kamen viele Schüler und Erzieher aus dem nahegelegenen Landschulheim „Täubertsmühle Friedersdorf“ sowie aus dem Ferienlager Rückersdorf. Ebenso holen sich Besucher über den Tourismusverband Bad Liebenwerda, den Heimatverein Maasdorf und über das Fremdenverkehrsbüro Elsterwerda im Oppelhainer Kräutergarten fachkundigen Rat. 
In jedem Jahr ist eine Sommertour der Lausitzer Rundschau fest eingeplant.